# Hvitträsk

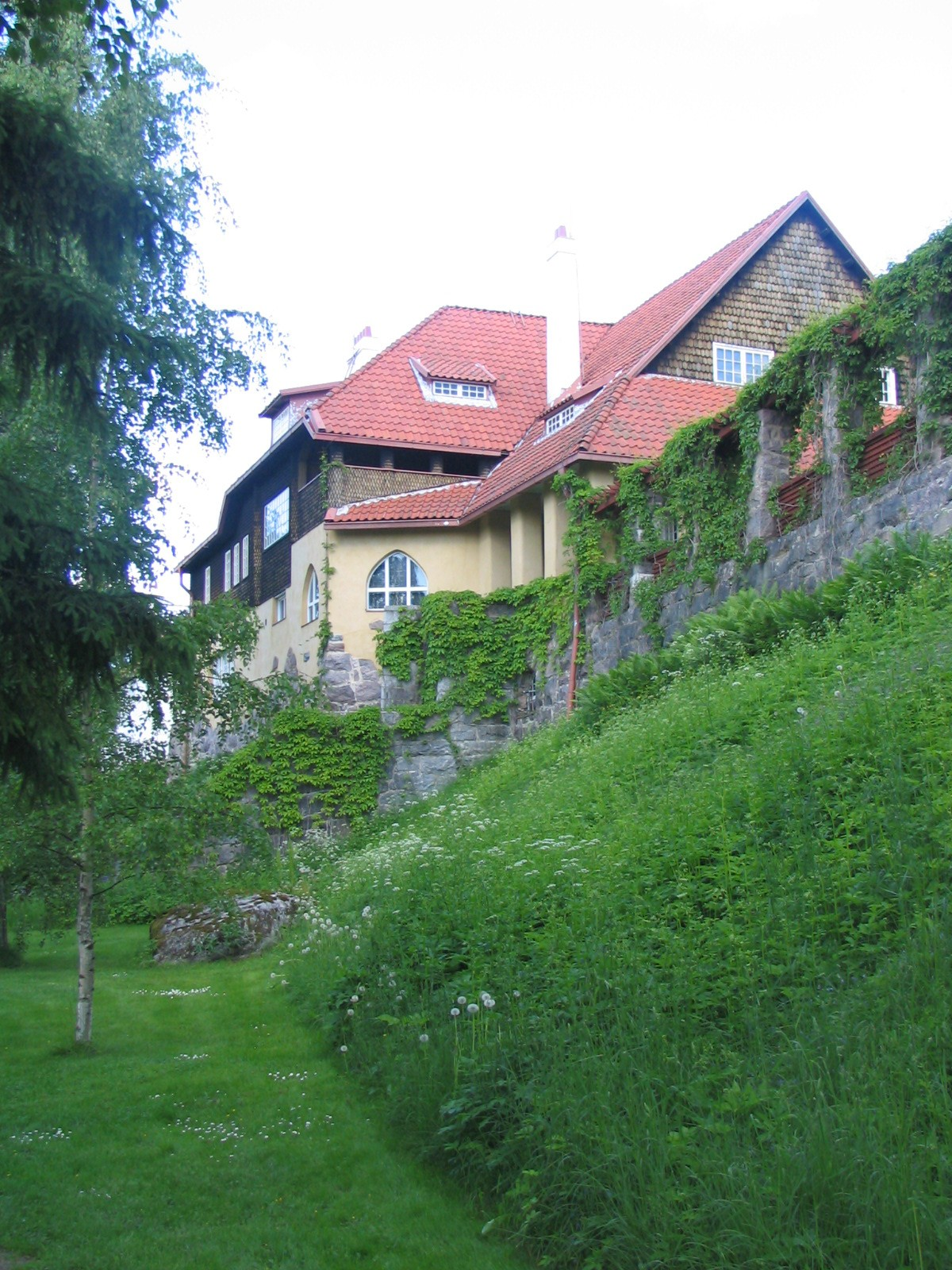
Hvitträsk.

Hvitträsk är en bostads- och ateljébyggnad i Kyrkslätt i Finland, som ritades av Eliel Saarinen, Herman Gesellius och Armas Lindgren och uppfördes 1902–04. Huset fungerar numera som museum.

## Byggnaderna
Husen är uppförda i granit och stock i nationalromantisk anda. Men man kan också de spår av de inflytande Saarinen fick i USA, t.ex. i badrumsinredningarna. Enligt sägnen är stolarna i arkitektbyråns konferensrum medvetet planerade obekväma så att överläggningarna inte skulle dra ut på tiden.
Gårdsstunet och den omkringliggande parken påminner om en engelsk park kring ett slott eller en park. Nere vid sjön Vitträsk finns en bastubyggnad och simstrand.

## Bostad
I början av 1900-talet flyttade tre kända arkitekter till Hvitträsk och bildade arkitektbyrån Gesellius-Lindgren-Saarinen. De köpte ett område vid stranden av sjön Vitträsk av ägarna till Fasa och Rauhala gård. Bygget av Hvitträsk inleddes 1902, och 1904 stod huvudbyggnaden klar. Komplexet bestod då av en tvådelad huvudbyggnad och gårdsbyggnaden, ”Lilla Villan”. Eliel Saarinen med fru flyttade in i den södra delen och Armas Lindgren med fru flyttade in i den norra delen. Ungkarlen Herman Gesellius och hans syster Louise "Loja" flyttade in i Lilla Villan. Mathilda och Eliel Saarinen skilde sig 1904 och Mathilda gifte sig med Herman Gesellius. Medan Eliel gifte sig med Loja Gesellius. Huset fungerade som Saarinens och Gesellius bostad fram till 1916. Armas Lindgren sålde sin andel i Hvitträsk och flyttade till Helsingfors 1909. Herman Gesellius dog 1916 och är begravd på Hvitträsk. Hans änka sålde sin andel till Saarinen, som därefter ägde hela Hvitträsk ensam. Saarinens flyttade till USA år 1923. Efter flytten var huset Saarinens sommarbostad fram till 1949. Då huset såldes.
Hvitträsk var ett bra område med den fina naturen och järnvägen som höll på att byggas. De tre arkitekterna fick hjälp av bybor med bygget av husen.  De tre arkitekterna är kända för att ha ritat Nationalmuseet. Eliel Saarinen har ritat järnvägsstationerna i Helsingfors och Viborg, och Herman Gesellius såg till att de blev byggda. Saarinen utformade också de första sedlarna efter att Finland blivit självständigt. 
År 1922 brann det på Hvitträsk. Byns befolkning hjälpte till att få elden släckt, men det södra tornet förstördes. Återuppbyggnaden leddes av Eliel Saarinens son Eero Saarinen under åren 1929–1936.
Under tiden 1949–1968 ägdes huset av Anelma Vuorio och Rainer Vuorio. De använde Hvitträsk som representationsbostad. En del av deras ombyggnader har sedan återställts i ursprungligt skick. Efter Vuorios konkurs 1968 blev den nya ägaren Kansallis-Osake-Pankki. Banken sålde inredningen och t.o.m. björnstatyn på auktion. Huset köptes av Gerda och Salomon Wuorios stiftelse.

## Museum

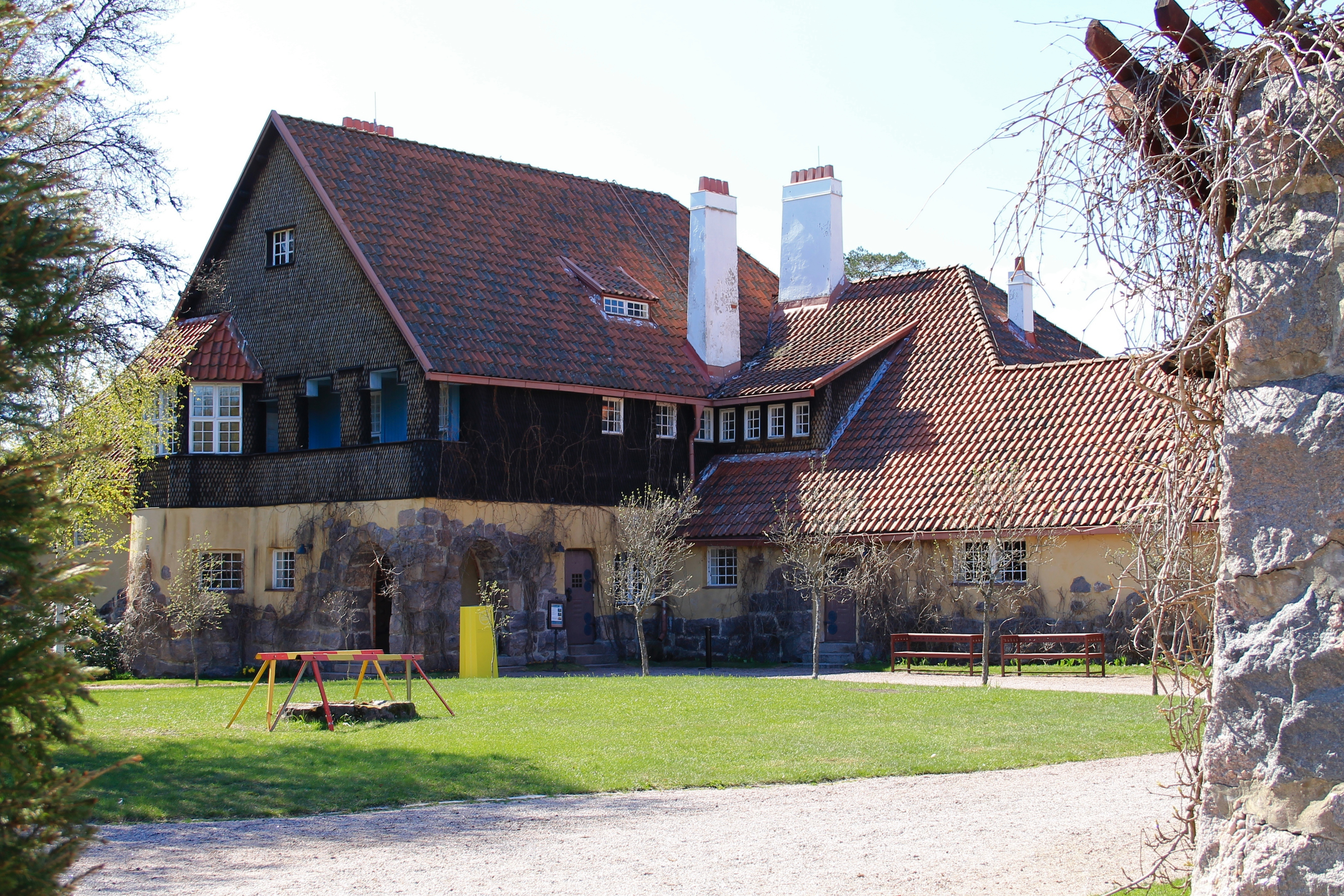
Hvitträsks gårdsplan.

Stiftelsen restaurerade byggnaderna och öppnade dem för allmänheten som museum 1971. Sedan 1981 ägs Hvitträsk av finska staten och upprätthålls av Finlands Nationalmuseum. Renoveringar gjorde 1992–2000. Det mesta av originalmöblerna har numera återställts. Till den finländska konstindustrins pärlor hör bl.a. möblerna som ritats av Saarinen och Akseli Gallen-Kallelas rya Lågan.
Många kända personer besökte Hvitträsk en tid. Bland besökarna fanns Jean Sibelius som hittade hällmålningarna vid Vitträsk och Akseli Gallen-Kallela.

## Galleri

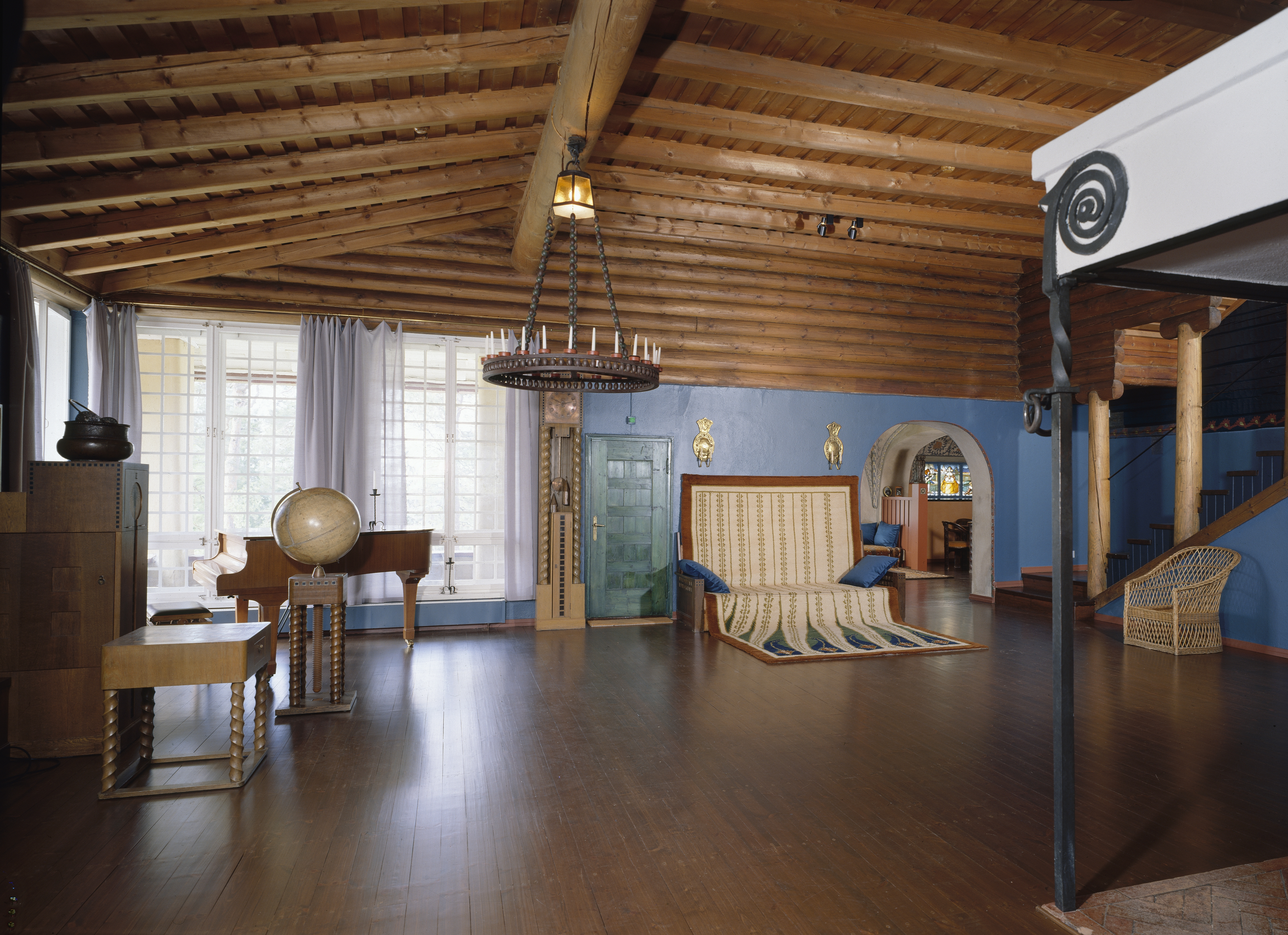
Stugan.

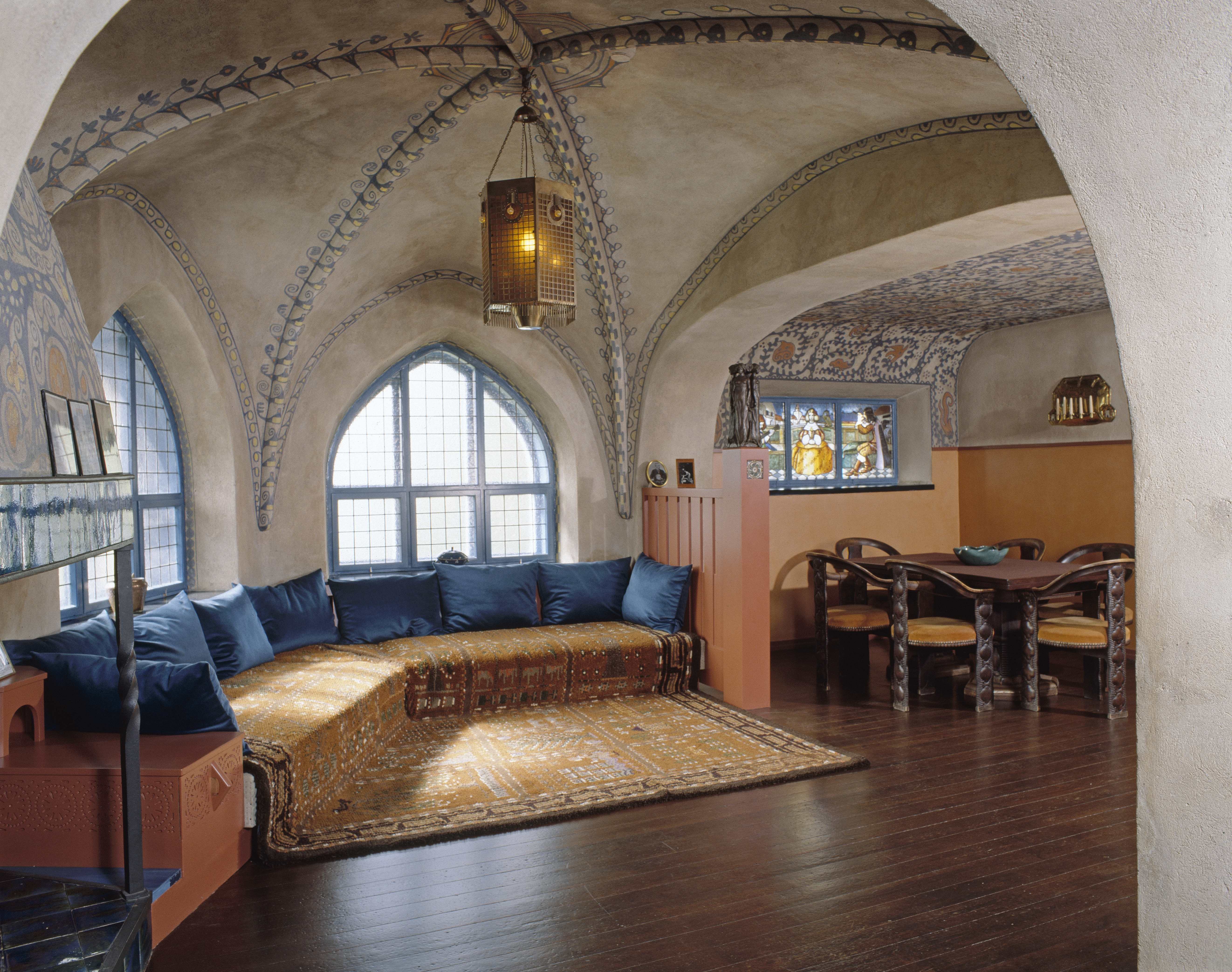
Matsalen.

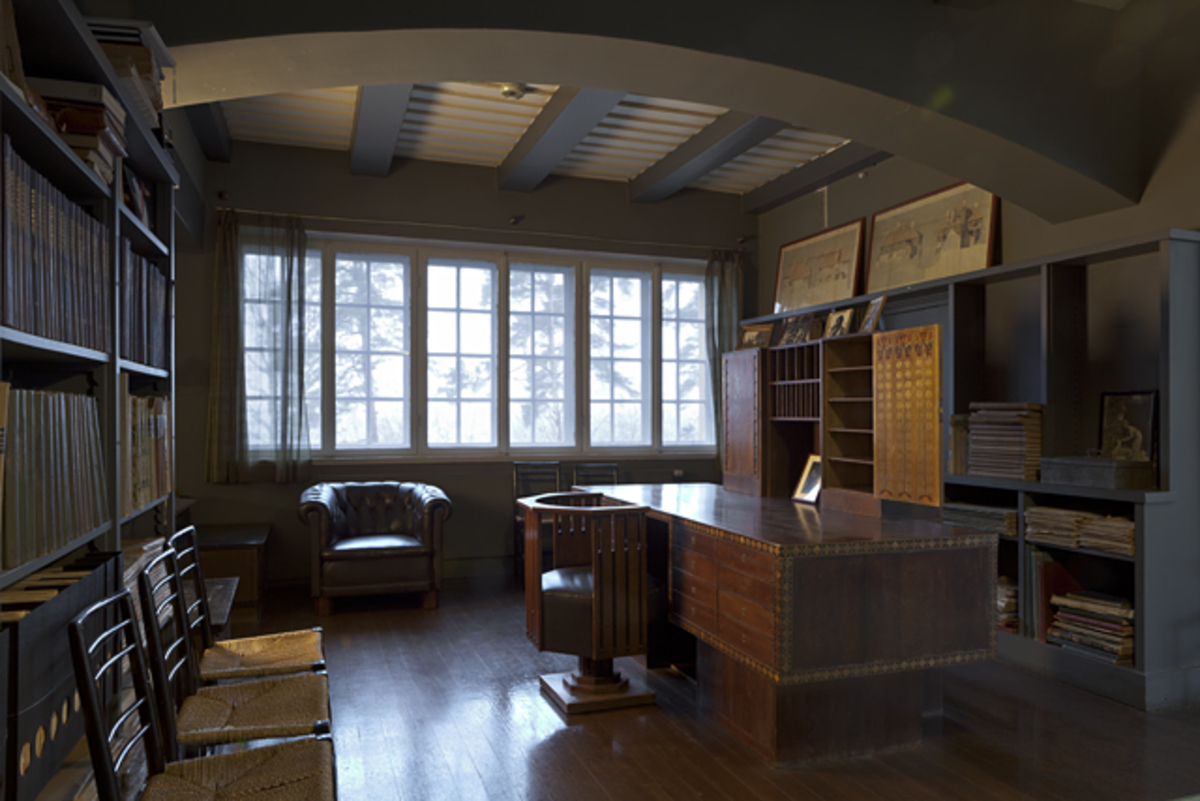
Biblioteket.